# Anatolij Dobrowolskyj
Anatolij Wolodymyrowytsch Dobrowolskyj (ukrainisch Анатолій Володимирович Добровольський; * 6. Junijul. / 19. Juni 1910greg. in Buky, heute zur Oblast Schytomyr, Ukraine; † 19. Mai 1988 in Kiew) war ein in Kiew wirkender Architekt.

## Leben und Wirken
Dobrowolskyj beendete 1934 sein Studium an der Kiewer Nationale Universität für Bauwesen und Architektur. Seit 1950 war er Mitglied der KPdSU und von 1950 bis 1955 war er Chefarchitekt von Kiew. Er unterrichtete ab 1965 als Professor an der Kiewer Nationalen Akademie der Bildenden Künste und Architektur. Er erhielt 1950 den Stalinpreis und 1958 den Orden des Roten Banners der Arbeit. Er starb 1988 in Kiew und ist dort auf dem Baikowe-Friedhof beerdigt. Dobrowolskyj's Hauptarbeiten finden sich in Kiew (teilweise zusammen mit anderen Architekten):
- Gebäudeensemble Chreschtschatyk 23–27
- das Hotel „Moskwa“ (Готель «Москва» 1954–1961; heute: Готель «Україна», Hotel Ukrajina),
- den U-Bahnhof Chreschtschatyk der Metro Kiew
- den Flughafen Kiew-Boryspil
- die Nordbrücke

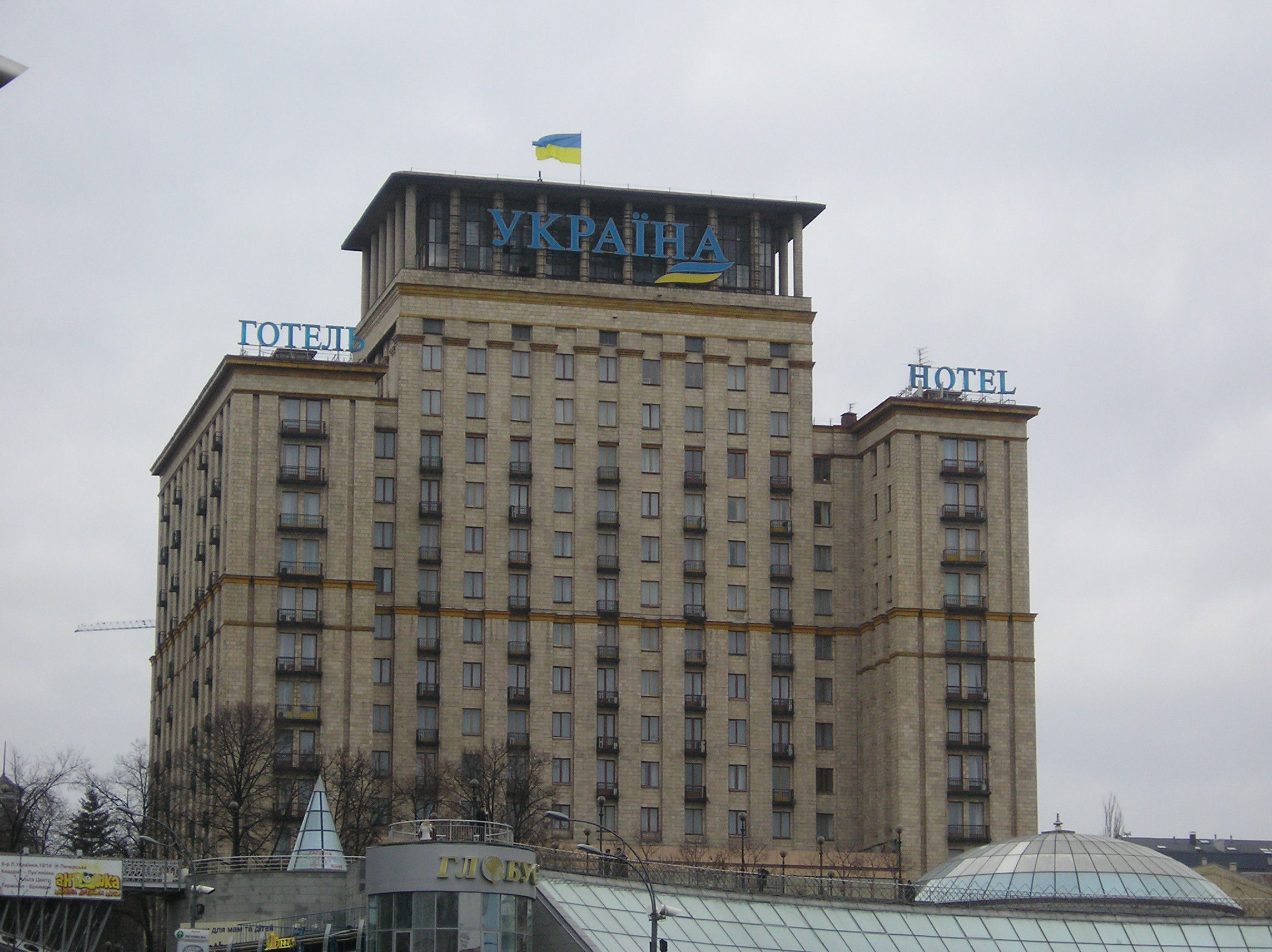
Hotel Ukrajina (1954–1961)
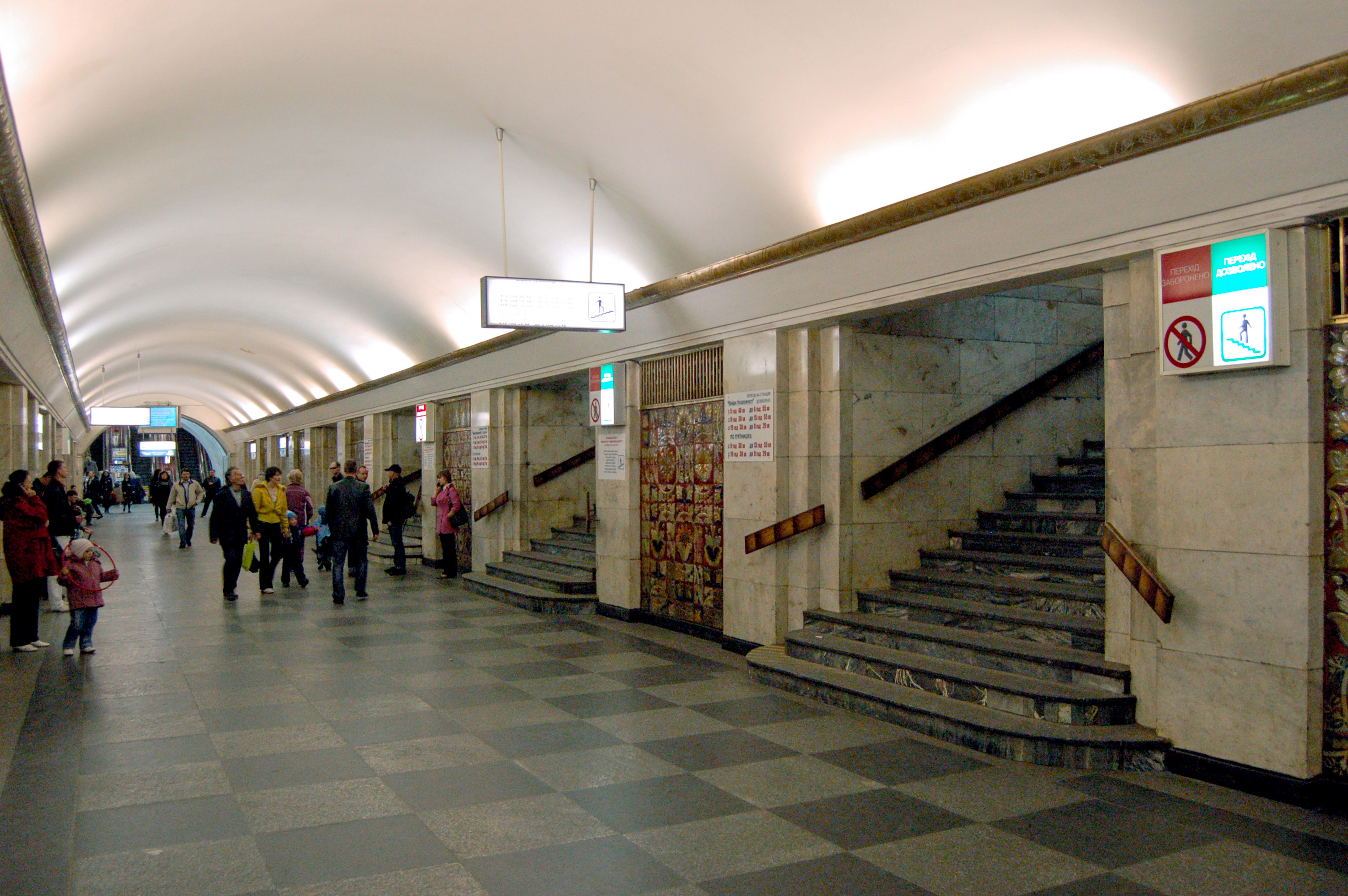
U-Bahnhof Chreschtschatyk der Kiewer Metro (1960)
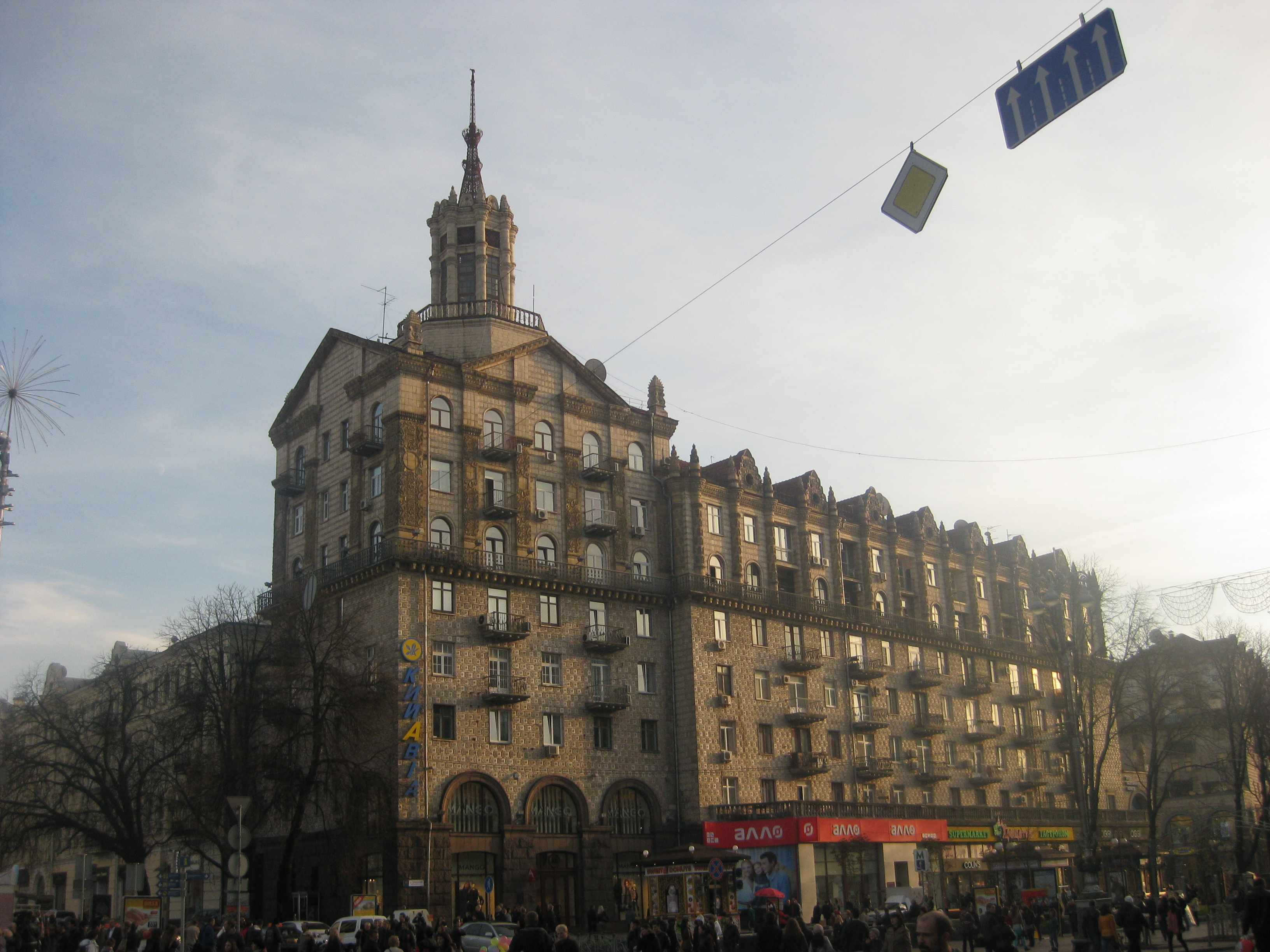
Wohnhaus Chreschtschatyk 13
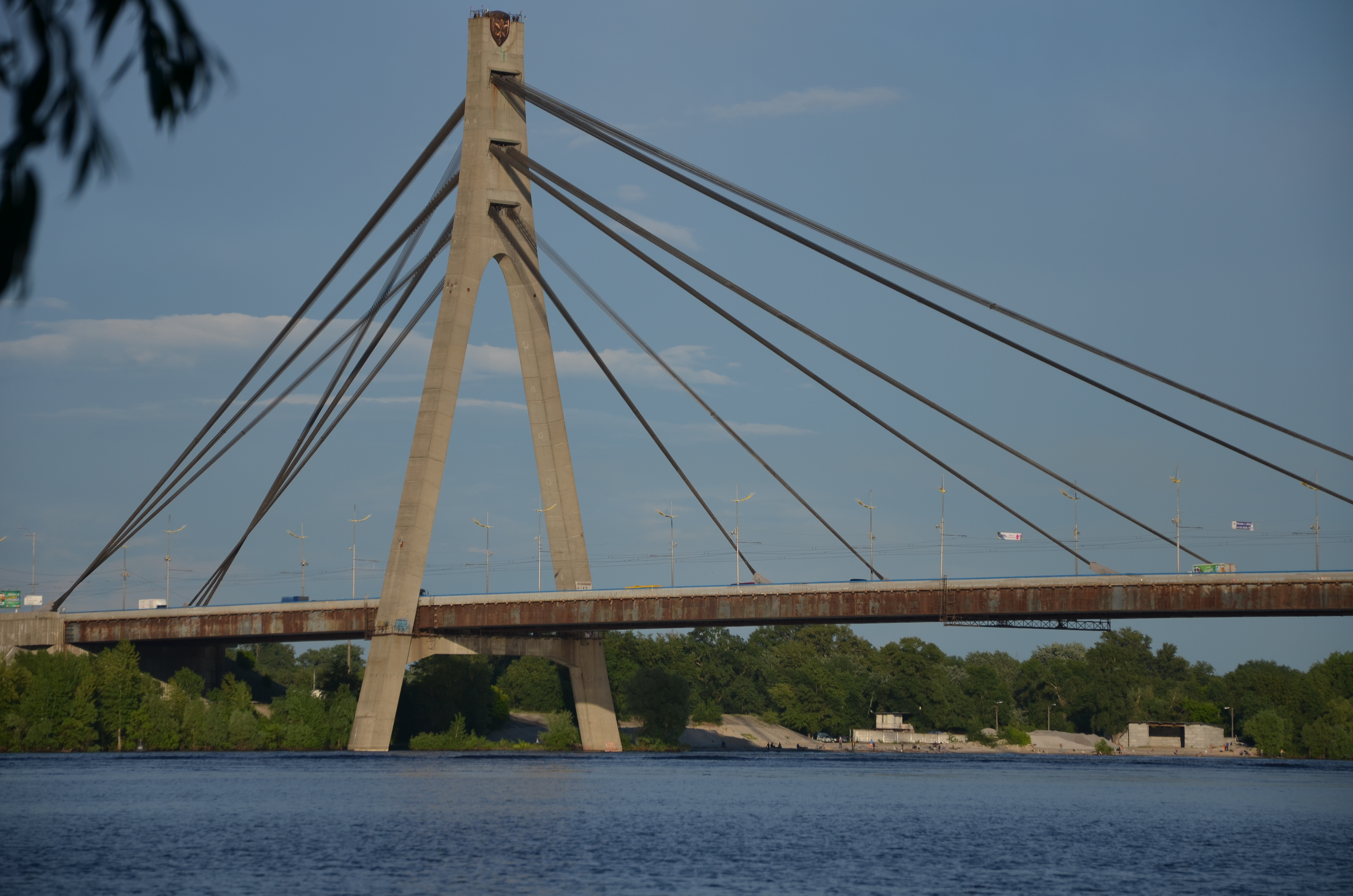
Nordbrücke